# Mythimna deserticola
Mythimna deserticola là một loài bướm đêm trong họ Noctuidae.